# Channelview, Texas
Channelview là một nơi ấn định cho điều tra dân số (CDP) thuộc quận Harris, tiểu bang Texas, Hoa Kỳ. Năm 2010, dân số của nơi này là 38289 người.

## Dân số
- Dân số năm 2000: 29685 người.
- Dân số năm 2010: 38289 người.